# Xian de Mengjin
Le xian de Mengjin (chinois : 孟津县 ; pinyin : Mèngjīn xiàn) est un district administratif de la province du Henan en Chine. Il est placé sous la juridiction de la ville-préfecture de Luoyang.

## Démographie
La population du district était de 432 460 habitants en 1999.